# Treponem Pal
A Treponem Pal francia indusztriális metal zenekar, amely 1986-ban alakult Párizsban. Az együttes hullámzó felállással rendelkezett pályafutása alatt, egyedül Marco Neves énekes az egyetlen eredeti tag. Nevüket a treponema pallidum nevű baktériumról kapták. Zenéjüket úgy írták le, mint a Godflesh és a The Young Gods keverékét.

## Tagok
- Marco Neves – ének
- Polak – gitár
- Mathys Dubois – dob
- Didier Bréard – sampler
- Syn–Anton – basszusgitár

### Korábbi tagok
- Michel Bassin – gitár
- Laurent B.– gitár
- Alain "Ferguson" Fornasari – gitár, basszusgitár
- Stéphane Cressend – basszusgitár
- Amadou Sall  – basszusgitár
- David Lebrun – dob
- Didier Serbourdin – dob
- Goran Juresic – basszusgitár

## Diszkográfia
- Treponem Pal (1989)
- Aggravation (1991)
- Excess & Overdrive (1993)
- Higher (1997)
- Weird Machine (2008)
- Survival Sounds (2012)
- Rockers Vibes (2017)

### Kislemezek
- "Pushing You Too Far" (1993)
- "Panorama Remixes" (1998)
- "Planet Crash" (2008)